# Meijin 1967
Il Meijin 1967 è stata la sesta edizione del torneo goistico giapponese Meijin.

## Qualificazioni

### Torneo 1
|  | Semifinali      | Semifinali      | Semifinali     |                |                | Finale         | Finale | Finale |  |
|  |                 |                 |                |                |                |                |        |        |  |
|  | Toshiro Yamabe  | Toshiro Yamabe  | 1              |                |                |                |        |        |  |
|  | Toshiro Yamabe  | Toshiro Yamabe  | 1              |                |                |                |        |        |  |
|  | Utaro Hashimoto | Utaro Hashimoto | 0              |                |                |                |        |        |  |
|  | Utaro Hashimoto | Utaro Hashimoto | 0              |                | Toshiro Yamabe | Toshiro Yamabe | 1      |        |  |
|  |                 |                 |                |                | Toshiro Yamabe | Toshiro Yamabe | 1      |        |  |
|  |                 |                 | Tatsuaki Iwata | Tatsuaki Iwata | 0              |                |        |        |  |
|  | Tatsuaki Iwata  | Tatsuaki Iwata  | Tatsuaki Iwata | Tatsuaki Iwata | 0              | 1              |        |        |  |
|  | Tatsuaki Iwata  | Tatsuaki Iwata  |                |                |                |                |        |        |  |
|  | Michiharu Sakai | Michiharu Sakai | 0              |                |                |                |        |        |  |

### Torneo 2
|  | Semifinali       | Semifinali       | Semifinali   |              |                 | Finale          | Finale | Finale |  |
|  |                  |                  |              |              |                 |                 |        |        |  |
|  | Shuyo Miyashita  | Shuyo Miyashita  | 1            |              |                 |                 |        |        |  |
|  | Shuyo Miyashita  | Shuyo Miyashita  | 1            |              |                 |                 |        |        |  |
|  | Sunao Sato       | Sunao Sato       | 0            |              |                 |                 |        |        |  |
|  | Sunao Sato       | Sunao Sato       | 0            |              | Shuyo Miyashita | Shuyo Miyashita | 1      |        |  |
|  |                  |                  |              |              | Shuyo Miyashita | Shuyo Miyashita | 1      |        |  |
|  |                  |                  | Katsuji Kada | Katsuji Kada | 0               |                 |        |        |  |
|  | Shoji Sakakibara | Shoji Sakakibara | Katsuji Kada | Katsuji Kada | 0               | 0               |        |        |  |
|  | Shoji Sakakibara | Shoji Sakakibara |              |              |                 |                 |        |        |  |
|  | Katsuji Kada     | Katsuji Kada     | 1            |              |                 |                 |        |        |  |

### Torneo 3
|  | Semifinali          | Semifinali          | Semifinali          |                     |                | Finale         | Finale | Finale |  |
|  |                     |                     |                     |                     |                |                |        |        |  |
|  | Kaoru Iwamoto       |                     |                     |                     |                |                |        |        |  |
|  |                     |                     |                     |                     |                |                |        |        |  |
|  | Masao Sugiuchi      | Masao Sugiuchi      | 1                   |                     |                |                |        |        |  |
|  | Masao Sugiuchi      | Masao Sugiuchi      | 1                   |                     | Masao Sugiuchi | Masao Sugiuchi | 1      |        |  |
|  |                     |                     |                     |                     | Masao Sugiuchi | Masao Sugiuchi | 1      |        |  |
|  |                     |                     | Toshihiro Shimamura | Toshihiro Shimamura | 0              |                |        |        |  |
|  | Kunio Oyama         |                     | Toshihiro Shimamura | Toshihiro Shimamura | 0              |                |        |        |  |
|  |                     |                     |                     |                     |                |                |        |        |  |
|  | Toshihiro Shimamura | Toshihiro Shimamura | 1                   |                     |                |                |        |        |  |

## Torneo
- W indica vittoria col bianco
- B indica vittoria col nero
- X indica la sconfitta
- +R indica che la partita si è conclusa per abbandono
- +N indica lo scarto dei punti a fine partita
- +F indica la vittoria per forfeit
- +? indica una vittoria con scarto sconosciuto
- V indica una vittoria in cui non si conosce scarto e colore del giocatore

| Giocatore         | E.S. | S.H. | Hi.F. | Ho.F. | S.O. | K.T. | T.Y. | M.S. | S.M. | Risultato | Note                    |
| ----------------- | ---- | ---- | ----- | ----- | ---- | ---- | ---- | ---- | ---- | --------- | ----------------------- |
| Eio Sakata        | –    | V    | X     | V     | B+R  | W+0  | W+R  | V    | W+R  | 7-1       | Qualificato alla finale |
| Shoji Hashimoto   | X    | –    | B+1   | B+R   | V    | B+R  | X    | X    | V    | 5-3       |                         |
| Hideyuki Fujisawa | W+R  | X    | –     | X     | X    | X    | B+R  | W+5  | B+R  | 4-4       |                         |
| Hosai Fujisawa    | X    | X    | W+R   | –     | V    | X    | V    | X    | V    | 4-4       |                         |
| Shuzo Ohira       | X    | X    | B+R   | X     | –    | X    | X    | X    | X    | 1-7       | Retrocesso              |
| Kaku Takagawa     | X    | X    | W+R   | W+R   | W+R  | –    | B+R  | B+R  | B+5  | 6-2       |                         |
| Toshiro Yamabe    | X    | B+1  | X     | X     | V    | X    | –    | V    | V    | 4-4       |                         |
| Masao Sugiuchi    | X    | V    | X     | V     | V    | X    | X    | –    | X    | 3-5       | Retrocesso              |
| Shuyo Miyashita   | X    | X    | X     | X     | V    | X    | X    | V    | –    | 2-6       | Retrocesso              |

## Finale
La finale è stata una sfida al meglio delle sette partite.